# Стежерово
Стежеро́во (болг. Стежерово) — село в Плевенській області Болгарії. Входить до складу общини Левський.

## Населення
За даними перепису населення 2011 року у селі проживали 544 особи.
Національний склад населення села:
| Національність   | Кількість осіб | Відсоток |
| ---------------- | -------------- | -------- |
| болгари          | 520            | 97,9%    |
| турки            | 6              | 1,1%     |
| інша             | 4              | 0,8%     |
| Всього відповіли | 531            |          |

Розподіл населення за віком у 2011 році:
Динаміка населення: